# Христо Медникаров
 Тази статия е за революционера.  За писателя вижте Христо Медникаров (писател).  
Христо Иванов Медникаров с псевдоним Билев е български общественик и революционер, деец на Вътрешната македонска революционна организация.

## Биография
Христо Медникаров е роден през 1880 година във валовищкото село Горни Порой, тогава в Османската империя. Работи като учител. Делегат е от Горни Порой на учредителния конгрес на Народната федеративна партия (българска секция) заедно с Т. Клифов, провел се между 3 и 10 август 1909 година в Солун. Като санданист през същата година е назначен от османските власти за мюдюрин в Порой.
По време на Балканската война заедно с брат си Илия са доброволци в Македоно-одринското опълчение и двамата служат в Трета Солунска дружина. След 1919 година участва във възстановяването на ВМРО и е легален ръководител на организацията в Петричко. Представител е на Кукушко-Поройската революционна околия. След Търлиския инцедент влиза в граждански комитет заедно с Атанас Калибацев, Георги Чапразов, Васил Попстоянов и д-р Илия Николчев, които апелират пред международната общественост за намеса срещу гръцките зверства.
След Горноджумайските събития е заловен заедно със Стою Хаджиев, отведени са в неизвеста посока и са убити с мотив, че са привърженици на Алеко Василев от приближени на Иван Михайлов на 27 септември 1924 година в Покровник.